# 圣费尔南多 (邦板牙)
圣费尔南多（英语：San Fernando）是菲律宾中央吕宋的区域中心和邦板牙省的省会，位于马尼拉北部67公里处，始建于1754年，2001年升级为市。城市名称是由西班牙国王斐迪南六世所命名。90%的人口信仰罗马天主教。人口为306,659(2015年）。